# 히람 나 알라알라
《히람 나 알라알라》(필리핀어: Hiram na Alaala)는 2014년부터 2015년까지 방영된 필리핀의 드라마이다.